# Foglie secche
Foglie secche (titolo originale Those Barren Leaves) è un romanzo satirico di Aldous Huxley, pubblicato per la prima volta nel 1925. Il titolo originale deriva da una poesia di William Wordsworth, The Tables Turned, che si conclude con i seguenti versi:
Close up those barren leaves;

Come forth, and bring with you a heart;

That watches and receives.»
Chiudi quelle foglie sterili;

Vieni avanti e porta con te un cuore;

Che guarda e riceve.»
Opera che mette a nudo le pretese di coloro che pretendono un posto all'interno dell'élite culturale, la narrazione tratta della storia di Mrs. Aldwinkle e del suo entourage, che si riuniscono in un palazzo italiano per rivivere le glorie del Rinascimento. Nonostante tutta la loro pretesa sofisticazione, in ultima analisi risultano soltanto individui tristi e superficiali.

## Temi
La vita dell’animale selvatico ha una certa dignità e bellezza; soltanto la vita dell’animale addomesticato si può definire degradante. Il borghese è il perfetto animale umano addomesticato. - È straordinario considerare quanti modi diversi di esistenza ha una cosa, se ci pensate; e quanto più ci pensate, tanto più ogni cosa diventa oscura e misteriosa. Ciò che sembrava solido svanisce, ciò che era ovvio e comprensibile diviene misterioso. Vi si cominciano ad aprire tutto intorno come dei golfi... e poi abissi e abissi, come se un terremoto immane squarciasse la terra. Si prova un senso strano di precarietà... il senso di trovarsi nelle tenebre; eppure io credo che, se si continuasse a pensare abbastanza a lungo e seriamente, si dovrebbe uscirne, si dovrebbe ritrovar la luce. Ma dove si uscirebbe, dove precisamente? Ecco il problema!; se si fosse liberi, si potrebbero esplorare le tenebre.

## Edizioni
- Aldous Huxley, Foglie secche, traduzione di Aldo Traverso, Milano, Casa Editrice Monanni, 1930.
- Aldous Huxley, Foglie secche, collana Oscar Mondadori, Milano, Mondadori, 1969.
- Aldous Huxley, Foglie secche, collana Le Erbacce, L'ortica editrice, 2022.